# Vriange
Vriange település Franciaországban, Jura megyében. Lakosainak száma 162 fő (2022. január 1.). Vriange Offlanges, Amange, Malange és Romange községekkel határos.

## Népesség
A település népessége az elmúlt években az alábbi módon változott:
| Lakosok száma | 149  | 142  | 137  | 116  | 137  | 158  | 156  | 163  | 162  | 162  |
|               | 1968 | 1990 | 1999 | 2011 | 2013 | 2016 | 2017 | 2019 | 2020 | 2022 |